# Sucinoptinus sucini
Sucinoptinus sucini is een keversoort uit de familie klopkevers (Ptinidae). De wetenschappelijke naam van de soort werd in 2007 gepubliceerd door Xavier Bellés & Vitali.